# Podbeže
Podbeže este o localitate din comuna Ilirska Bistrica, Slovenia, cu o populație de 110 locuitori.